# Fosfoserina
La fosfoserina es un éster de ácido fosfórico y serina. La fosfoserina es un componente de muchas proteínas, como resultado de modificaciones postraduccionales. La fosforilación del hidroxilo de la serina para producir fosfoserina está catalizada por diversos tipos de cinasas.
- Datos: Q2701649
- Multimedia: Phosphoserine / Q2701649

1. ↑  Número CAS